# قلعه کول (قلعه تپه)
قلعه کول (قلعه تپه) مربوط به دوره ساسانیان است و در شهرستان رودبار، روستای انار کول واقع شده و این اثر در تاریخ ۲۳ فروردین ۱۳۴۶ با شمارهٔ ثبت ۷۵۱ به‌عنوان یکی از آثار ملی ایران به ثبت رسیده است.